# London Metropolitan University
London Metropolitan University (forkortes LMU eller London Met) er et universitet i London. Det blev oprettet i august 2002, og blev sammenslået af London Guildhall University og University of North London. Det har en campus i City of London, ved Moorgate, Tower Hill og Aldgate, og en i Islington.
Studierne er i stor grad profetionsrettet, med særlig vægt på naturvidenskab og teknologi.
Universitetet driver arkivet, biblioteket og museet The Women's Library, som omfatter Fawcett Societys arkiver og andet materiale knyttet til feminismens historie. Det har også to andre særsamlinger, Trade Union Congress Library og Irish Studies Collection.
51°33′06″N 0°06′39″V / 51.5516°N 0.1107°V